# Apisa lamborni
Anapisa lamborni là một loài bướm đêm thuộc phân họ Arctiinae, họ Erebidae.